# Вход в лабиринт
«Вход в лабиринт» — советский пятисерийный детективный фильм 1989 года, снятый режиссёром Валерием Кремнёвым по роману братьев Вайнеров «Лекарство против страха». Сокращённая версия фильма выходила под названием «Сети рэкета».

## Сюжет
Фильм состоит из нескольких сюжетных линий.
Главная: происходит в СССР 1980-х годов — это детективная история о мошенниках, которые, используя милицейское удостоверение, вламываются в квартиры нечестных людей и под видом обыска грабят их. Расследуя это дело, оперуполномоченный Муромцев выходит на конфликт двух изобретателей чудо-препарата — метапроптизола, названного за рубежом «лекарством против страха». Как скажет один из участников конфликта профессор Панафидин (Ивар Калныньш): «Интерес к нему таков, что даже название ему заранее придумали». Профессор не верит в существование препарата, поскольку, работая именно над этой проблемой, не достиг успеха. А потому отрицает, что его оппонент Лыжин, которого все считают чудаком и человеком «не от мира сего», мог изобрести подобный препарат. Впрочем, отравив именно этим препаратом милиционера, преступники похитили удостоверение и табельное оружие участкового Позднякова.
Параллельным сюжетом рассказывается о жизни и трагической судьбе великого врача и философа Парацельса в XVI веке в Европе. В поисках мифического лекарства от всех болезней он делает открытия, которые легли в основу современной фармакологии. Жизнь Парацельса прошла в постоянных скитаниях.

## В ролях
| Актёр                                               | Роль                                                             |
| --------------------------------------------------- | ---------------------------------------------------------------- |
| Игорь Костолевский                                  | оперуполномоченный МУРа Олег Петрович Муромцев                   |
| Ивар Калныньш (озвучивание Сергей Малишевский)      | профессор, доктор химических наук Александр Николаевич Панафидин |
| Юрий Назаров                                        | участковый Андрей Филиппович Поздняков                           |
| Жанна Прохоренко                                    | Анна Васильевна жена Позднякова                                  |
| Татьяна Назарова                                    | Даша дочь Позднякова                                             |
| Лариса Удовиченко                                   | Ольга Ильинична жена Панафидина                                  |
| Александр Новиков                                   | Борис Чебаков                                                    |
| Лев Борисов                                         | отец Чебакова                                                    |
| Юрий Горобец                                        | полковник Сергей Иванович Голицын                                |
| Сергей Газаров                                      | Омар Шарифович Рамазанов                                         |
| Наталья Аринбасарова                                | Рашида Аббасовна Рамазанова                                      |
| Михаил Глузский                                     | профессор Илья Петрович Благолепов                               |
| Наталья Хорохорина                                  | Екатерина Фёдоровна Пачкалина                                    |
| Леонид Куравлёв                                     | главный врач Лев Сергеевич Хлебников                             |
| Борис Романов                                       | Владимир Константинович Лыжин                                    |
| Капитолина Ильенко                                  | соседка Лыжина                                                   |
| Борис Беккер                                        | эксперт-криминалист Ной Маркович Халецкий                        |
| Валентин Смирнитский (озвучивание Юрий Саранцев)    | Яков Окунь                                                       |
| Евгений Платохин                                    | подполковник, следователь по делу Позднякова                     |
| Игорь Стаценко                                      | помощник профессора Панафидина                                   |
| Марина Устименко                                    | Александрова                                                     |
| Клавдия Козлёнкова                                  | дворничиха Кашина                                                |
| Татьяна Митрушина                                   | жена Окуня                                                       |
| Владимир Носик                                      | следователь Спиркин                                              |
| Владимир Трошин                                     | Николай Сергеевич Обоимов                                        |
| Семён Фарада                                        | Понтяга                                                          |
| Роман Филиппов                                      | Николай Игнатьевич Беловол                                       |
| Владимир Плотников                                  | разгонщик                                                        |
| Микк Микивер (озвучивание Рудольф Панков)           | Парацельс                                                        |
| Георгий Тейх                                        | Эразм Роттердамский                                              |
| Александр Белявский                                 | бургомистр Наузен                                                |
| Евгений Дворжецкий                                  | Азриэль                                                          |
| Виллор Кузнецов                                     | Соренсен                                                         |
| Альгимантас Масюлис (озвучивание Николай Граббе)    | барон Якоб Фуггер                                                |
| Донатас Банионис (озвучивание Александр Демьяненко) | Мазарди профессор                                                |
| Антон Карастоянов                                   | Брант преподаватель                                              |
| Добри Добрев                                        | Луиджи трактирщик                                                |
| Мати Клоорен (озвучивание Игорь Ясулович)           | Кальвин                                                          |
| Хейно Мандри (озвучивание Рогволд Суховерко)        | барон Хюттер                                                     |
| Валентин Никулин                                    | фискал                                                           |
| Рейно Арен (озвучивание Владимир Сафронов)          | Фробен                                                           |
| Елена Яралова                                       | Сильвия                                                          |

## Съёмочная группа
- Режиссёр: Валерий Кремнёв
- Сценарист: Георгий Вайнер, Аркадий Вайнер
- Оператор: Сергей Филиппов
- Композитор: Эдуард Артемьев
- Художник: Николай Емельянов
- Звукорежиссёр: Борис Корешков
- Исполнитель песни: Евгения Смольянинова